# Jong Ajax
Pour les articles homonymes, voir Ajax.
Maillots
Le Jong Ajax (prononcé en néerlandais : [ˈjɔŋ ˈaːjɑks]) (Français: Jeunes Ajax), aussi appelé Ajax II ou Ajax 2 est un club de football néerlandais, évoluant actuellement en deuxième division néerlandaise. Il s'agit de l'équipe réserve de l'Ajax Amsterdam. Le Jong Ajax joue ses matchs à domicile au complexe De Toekomst.

## Historique
Jong Ajax (anciennement plus communément appelé Ajax 2) est l'équipe de réserve de l'Ajax Amsterdam.
L'équipe est composée de footballeurs professionnels qui sont souvent des diplômés récents et ils se dirigent plus tard en équipe première (Ajax A1) grâce à leur premier contrat professionnel en tant que réserviste ou en tant que joueurs qui ne peuvent pas jouer dans l'équipe première.
Depuis 1992, Jong Ajax a participé à la Beloften Eredivisie en concurrence avec d'autres équipes de réserve telles que Jong PSV, Jong FC, FC Groningue ou Jong AZ. Ils ont remporté le titre Beloften Eredivisie à huit reprises (record), ainsi que la KNVB Reserve Cup à trois reprises et ce qui est en fait l'équipe de réserve la plus performante des Pays-Bas. En remportant le titre Beloften Eredivisie, Jong Ajax a pu se qualifier pour la KNVB Cup en allant même jusqu'à la demi-finale à trois reprises. Leur meilleur résultat en Coupe des Pays-Bas était sous la direction de Jan Olde Riekerink en 2001-2002 mais qu'il s'est termine en défaite en demi-finale face au FC Utrecht lors d'une séance de tirs au but après la prolongation. Finalement, ce qui empêche une finale entre Ajax vs Jong Ajax en Dutch Cup.
La saison 2013-2014 a marqué les débuts de la réserve d'Ajax Amsterdam Jong Ajax en Jupiler League. Auparavant, ils jouaient dans la Beloften Eredivisie (une ligue séparée pour les équipes de réserve, non incluse dans la structure de la ligue professionnelle néerlandaise ou amateur). Les joueurs étaient autorisés à se déplacer librement entre l'équipe de réserve et l'équipe première au cours de la saison. Ce n'est plus le cas car Jong Ajax enregistre et envoie désormais une équipe distincte de celle de l'équipe première d'Ajax pour l'Eerste Divisie (le deuxième niveau du football professionnel aux Pays-Bas). Les matchs à domicile se jouent au Sportpark De Toekomst sauf pour le match occasionnel dans l'Amsterdam Arena. Finalement, c'est devenu une équipe semi-professionnelle et la seule période où les joueurs peuvent intégrer l’équipe première ou quitter le club pendant les transferts sauf si le joueur a fait moins de 15 apparitions pour l'équipe première mais les joueurs peuvent apparaître dans les matchs de l'équipe première et de la deuxième équipe au cours de la saison. En outre, l'équipe n'est pas éligible pour une promotion à l'Eredivisie ou pour participer à la KNVB Cup. Jong Ajax a été rejoint dans la Eerste Divisie avec Jong FC Twente, Jong PSV et d'autres équipes de réserve qui sont également passées du Beloften Eredivisie à l'Eerste Divisie. Certains clubs de réserve comme le VV Katwijk, SC Veendam et AGOVV Apeldoorn sont aussi dans le championnat. Finalement, le nombre total des équipes en Jupiler League ont augmenté de 16 à 20 équipes en championnat.
En 2013, l'équipe réserve de Jong Ajax quitte le Beloften Eredivisie en ayant occupé cette ligue de réserve depuis 21 ans et ayant aussi également remporté le titre de champion à huit reprises (1994, 1996, 1998, 2001, 2002, 2004, 2005, 2009).

## Personnalités du club

### Entraîneurs
- 1982-1985 :  Aad de Mos
- 2002-2003 :  John van 't Schip
- 2003-2004 :  Marco van Basten
- 2004-2007 :  John van den Brom
- 2008-2009 :  Adrie Koster
- 2009-2010 :  Pieter Huistra
- 2010-2012 :  Fred Grim
- 2013-2014 :  Alfons Groenendijk
- 2016-2017 :  Marcel Keizer
- 2017-2019 :  Michael Reiziger
- 2019-2021 :  Mitchell van der Gaag
- 2021-0000 :  John Heitinga

### Joueurs passés par le Jong Ajax
- Frenkie de Jong
- Donny van de Beek
- Abdelhak Nouri
- Reda Boultam
- Richairo Živković
- Mateo Cassierra (en)
- Václav Černý
- Dejan Meleg
- Noussair Mazraoui
- Branco van den Boomen

## Palmarès

### Trophées officiels

#### National
- Championnat de Eerste Divisie (1) : 2017-2018
- Beloften Eredivisie (8) : 1994, 1996, 1998, 2001, 2002, 2004, 2005, 2009
- KNVB Reserve Cup (3) : 2003, 2004, 2012
- KNVB Amateur Cup (1) : 1984
- KNVB District Cup (4) : 1984, 1987, 1993, 1994
- KNVB Raven Cup (1) : 1956

#### International
- Tournoi Principal - Gagnants du bouclier HKFC International Soccer Sevens (1) : 2010

#### Autres
- Den Helder Maritime Tournament (2): 1996, 2010